# Besaya (comarca)
El Besaya es una comarca de Cantabria (España). Se encuentra situada en el centro de la comunidad autónoma y su capital es Torrelavega. La comarca discurre a lo largo del río Besaya hasta su confluencia con el Saja y la zona costera desde este punto hasta su desembocadura en Suances. Limita al este con la comarca de Santander y los Valles Pasiegos, al sur con Campoo-Los Valles, al oeste con la Costa Occidental y Saja-Nansa y al norte con el mar Cantábrico.
A pesar de que ya existe una ley de comarcalización de Cantabria, esta todavía no ha sido desarrollada por lo tanto la comarca no tiene entidad real.

## Municipios de la comarca
| Anievas                  | 291    | 20,90 | 13,92  |
| Arenas de Iguña          | 1690   | 86,82 | 19,47  |
| Bárcena de Pie de Concha | 687    | 30.53 | 22,5   |
| Cartes                   | 5742   | 19,01 | 302,05 |
| Cieza                    | 536    | 44,07 | 12,16  |
| Los Corrales de Buelna   | 10 912 | 45,38 | 240,46 |
| Molledo                  | 1585   | 71,07 | 22,3   |
| Polanco                  | 5850   | 12,7  | 460,63 |
| San Felices de Buelna    | 2421   | 36,24 | 66,8   |
| Suances                  | 8645   | 24,56 | 352    |
| Torrelavega              | 52 034 | 35,54 | 1464,1 |

## Geografía

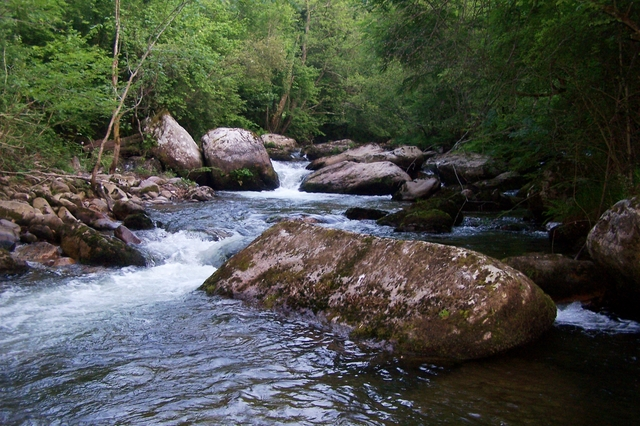
El río Besaya se une a las aguas del Saja a la altura de la localidad de Ganzo, dentro del municipio de Torrelavega.

### Cuenca hidrográfica del Besaya
La cuenca hidrográfica del río Besaya presenta una extensión de 556 km², englobando los términos municipales de Campoo de Enmedio, Pesquera, Santiurde de Reinosa, San Miguel de Aguayo, Bárcena de Pie de Concha, Molledo, Arenas de Iguña, Anievas, Cieza, San Felices de Buelna, Los Corrales de Buelna, Cartes, Torrelavega, Polanco, Santillana del Mar, Suances.
El Besaya, al igual que los principales ríos cántabros, origina un valle transversal a la línea de costa que va canalizando, a través de un gran número de afluentes, entre los que destacan el Bisueña, el Torina, el Erecia y el Llares. Las aguas procedentes de la sierra de Bárcenamayor, de los Altos de Haro, Mediajo Frío, Castrucos, Cildá y de los montes de Tejas, Dobra, Orza, Pedrazo y Rebujas.
En su recorrido sur-norte, el Besaya atraviesa permotriásticos donde el río se encajona dando origen a areniscas triásicas, un valle en forma de "V" y de fuertes pendientes. Es en estos tramos, y en función de los acusados desniveles, donde se han instalado algunos embalses, que tienen un aprovechamiento energético.
Por otra parte, fuera de estos tramos, y en especial en los cursos medio y bajo, el Besaya discurre por extensas vegas que en momento de fuertes avenidas dan lugar a catastróficas inundaciones como las de octubre de 1983.

## Actualmente
La población total de la comarca alcanza la cifra de 93 487 habitantes, según datos del INE del año 2013 (ver tabla). Según los datos del mismo año, sus tres núcleos más poblados, de mayor a menor, son: Torrelavega (54 827), Los Corrales de Buelna (11 448) y Suances (8552). Y sus tres núcleos menos poblados, de menor a mayor, son: Anievas (333), Bárcena de Pie de Concha (739) y Molledo (1613). Coincidiendo estos últimos, con la parte situada más al sur de la comarca.

## Destacado
| - Calzada romana del valle del Besaya - Camino de Santiago del Norte: Ruta del Besaya - Parque natural del Saja-Besaya | - Santuario de Nuestra Señora de Las Caldas - Castros del monte Dobra - Área metropolitana de Santander-Torrelavega |

## Galería

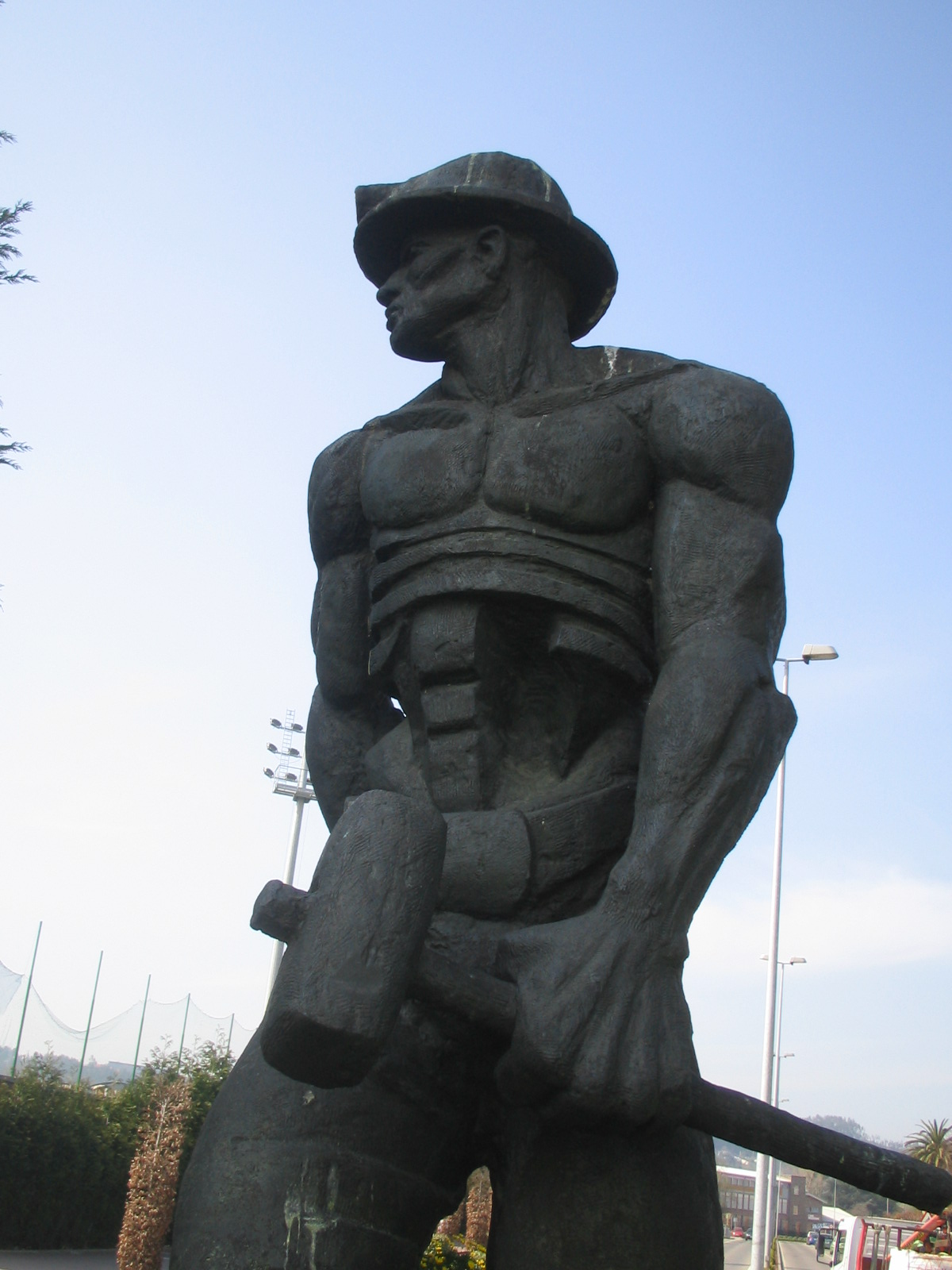
Alegoría de la minería, obra del escultor cántabro Jesús González de la Vega, en Torrelavega.
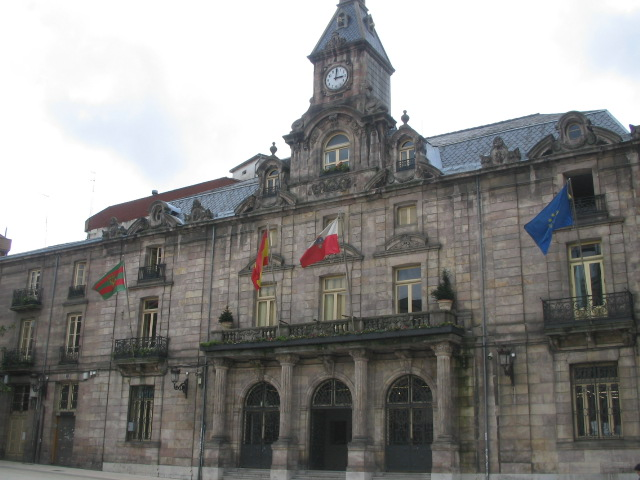
Ayuntamiento de Torrelavega.
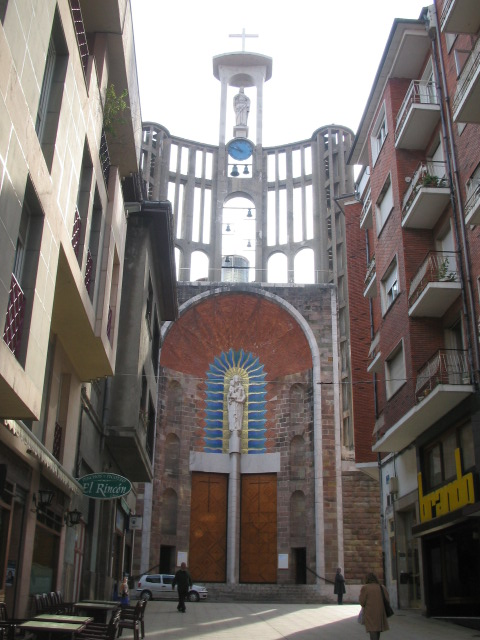
Fachada de la iglesia de la Virgen Grande, en Torrelavega.
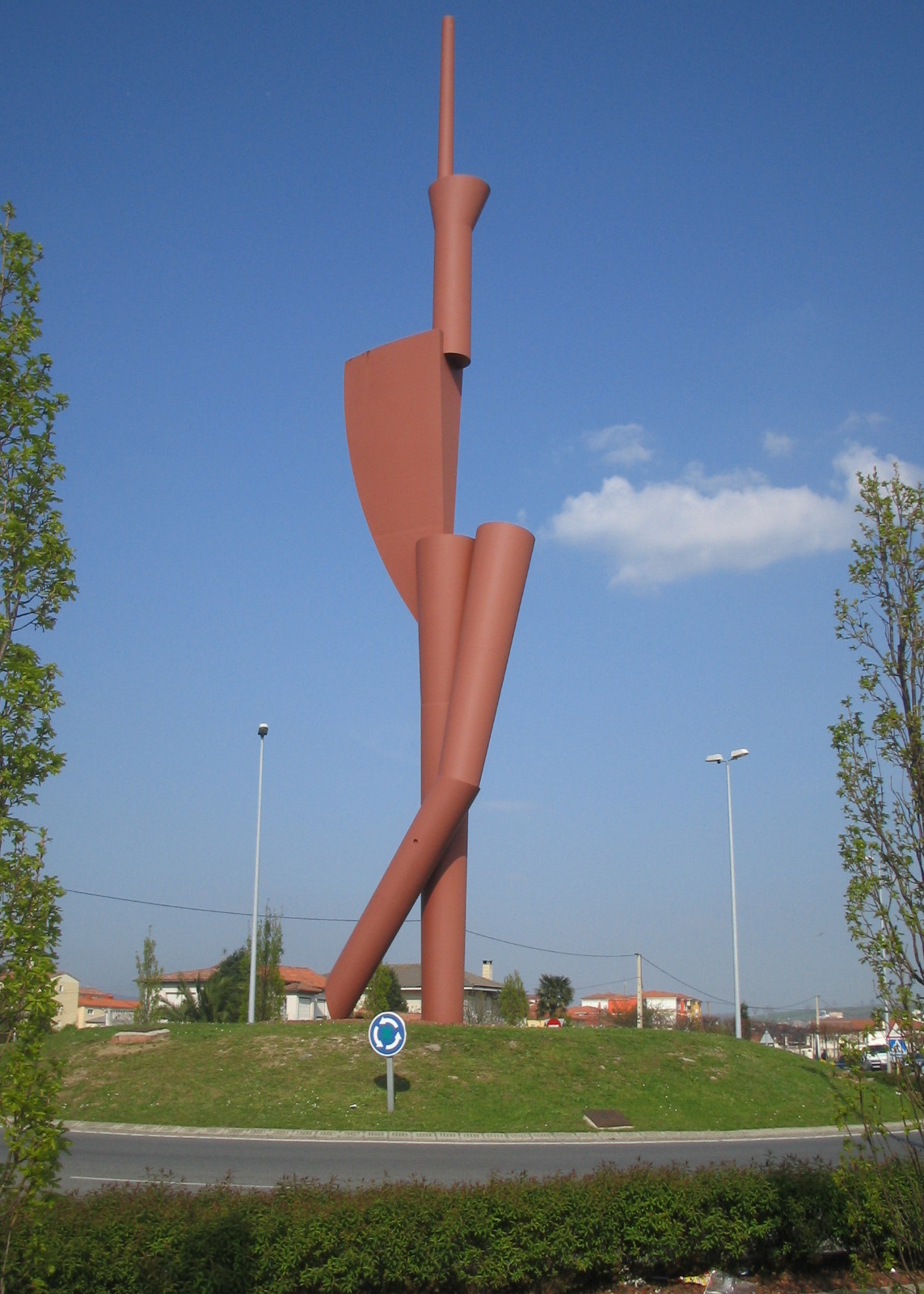
Glorieta del boulevar ronda, en Nueva Ciudad, con escultura Oteando, de Miquel Navarro, en Torrelavega.
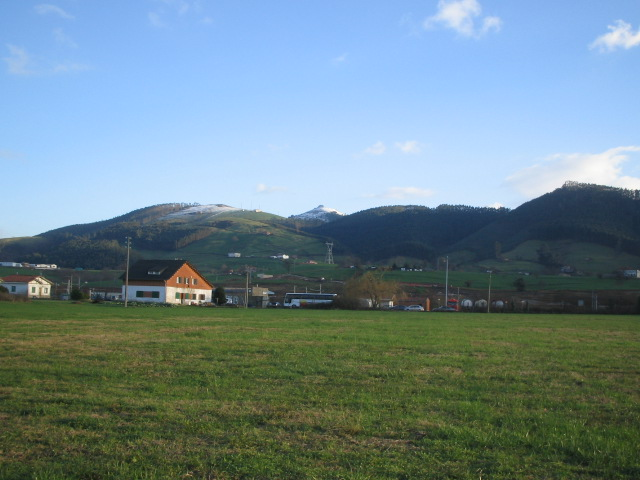
El pico Dobra visto desde la localidad de Viérnoles (Torrelavega).
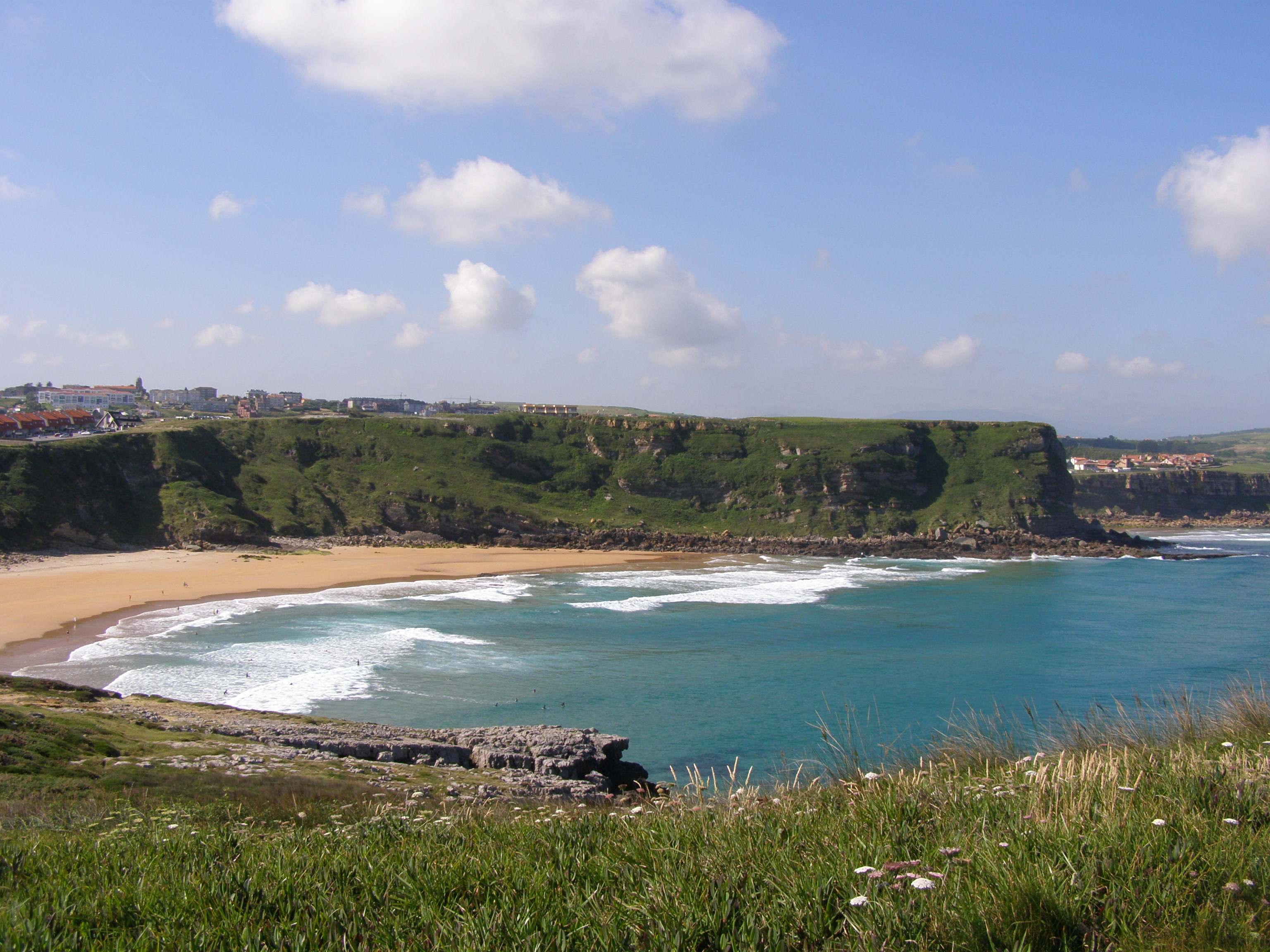
Playa de los Locos en Suances.
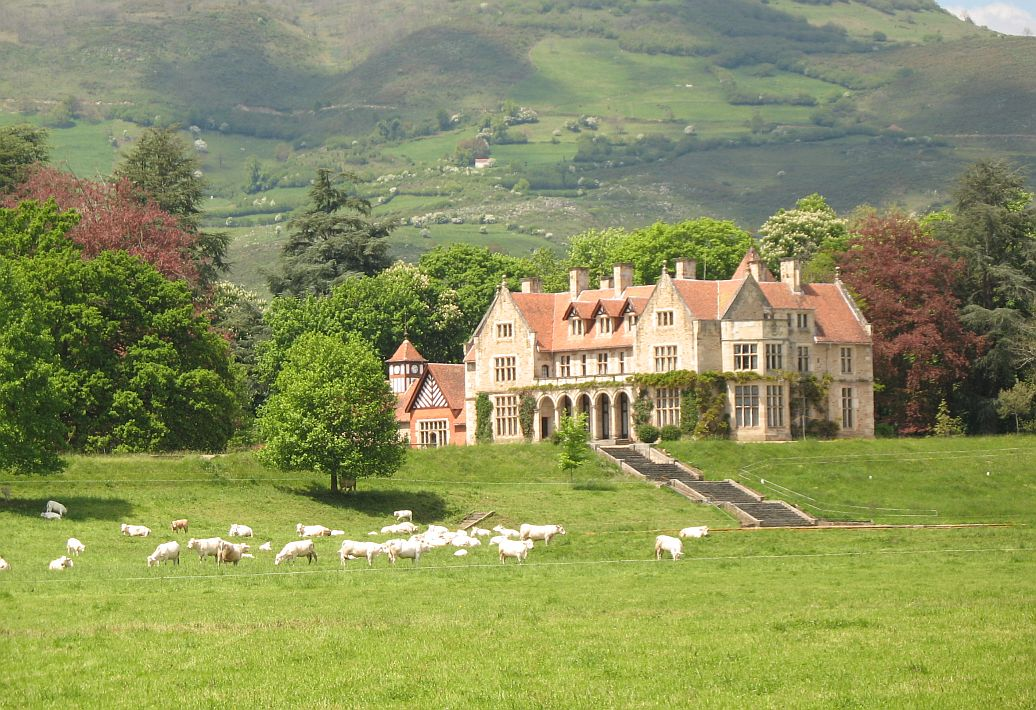
El palacio de los Hornillos en Arenas de Iguña.
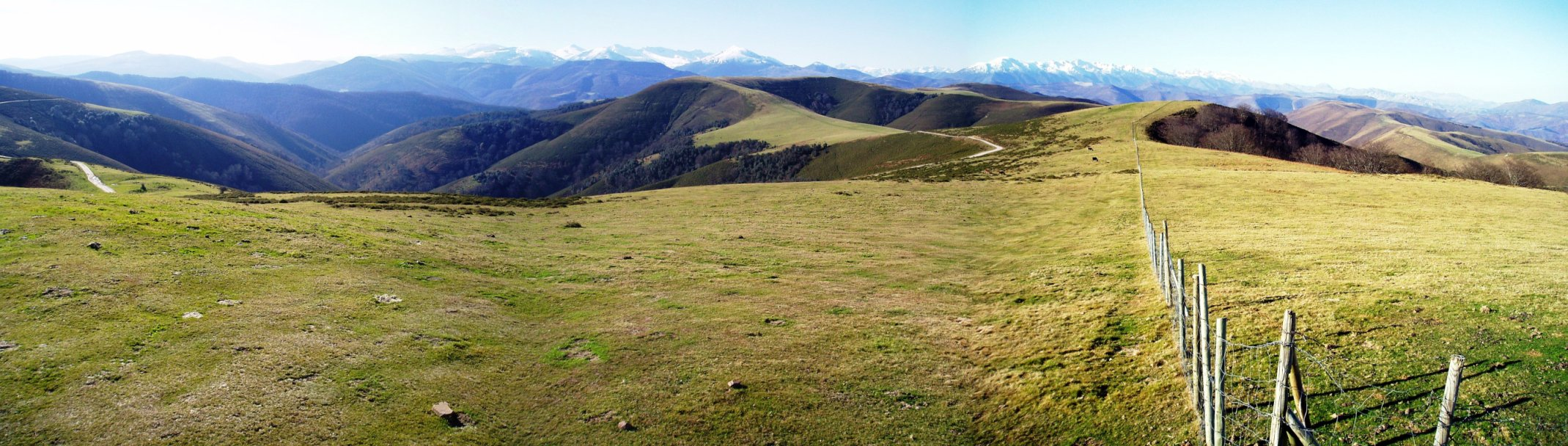
Vista panorámica desde el pico Tordías, en Arenas de Iguña.
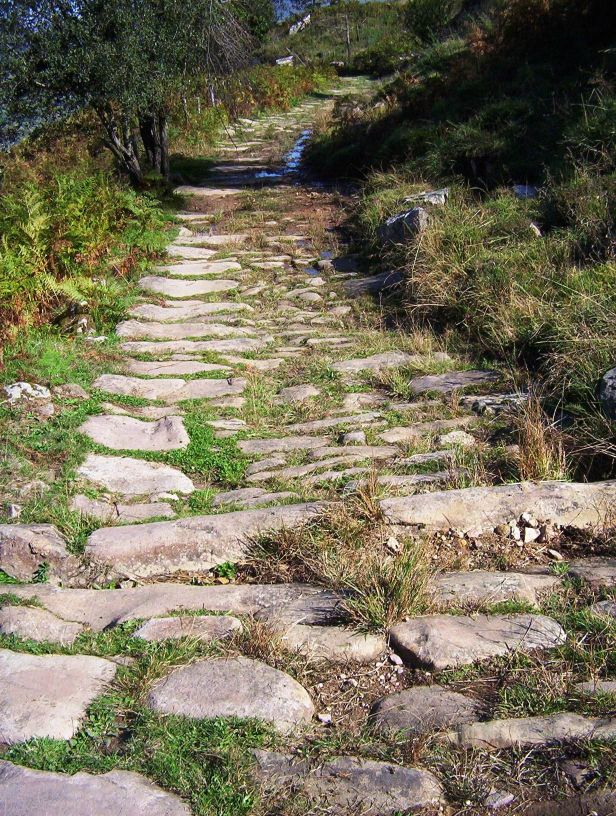
Camino enlosado de Bárcena de Pie de Concha.
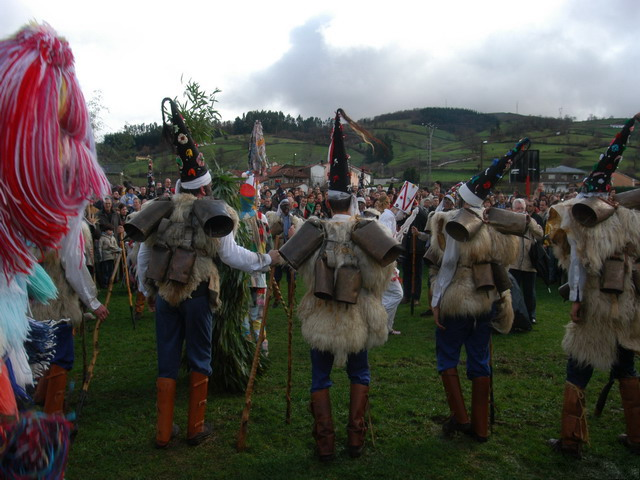
Fiesta de la Vijanera en Silió (Molledo).
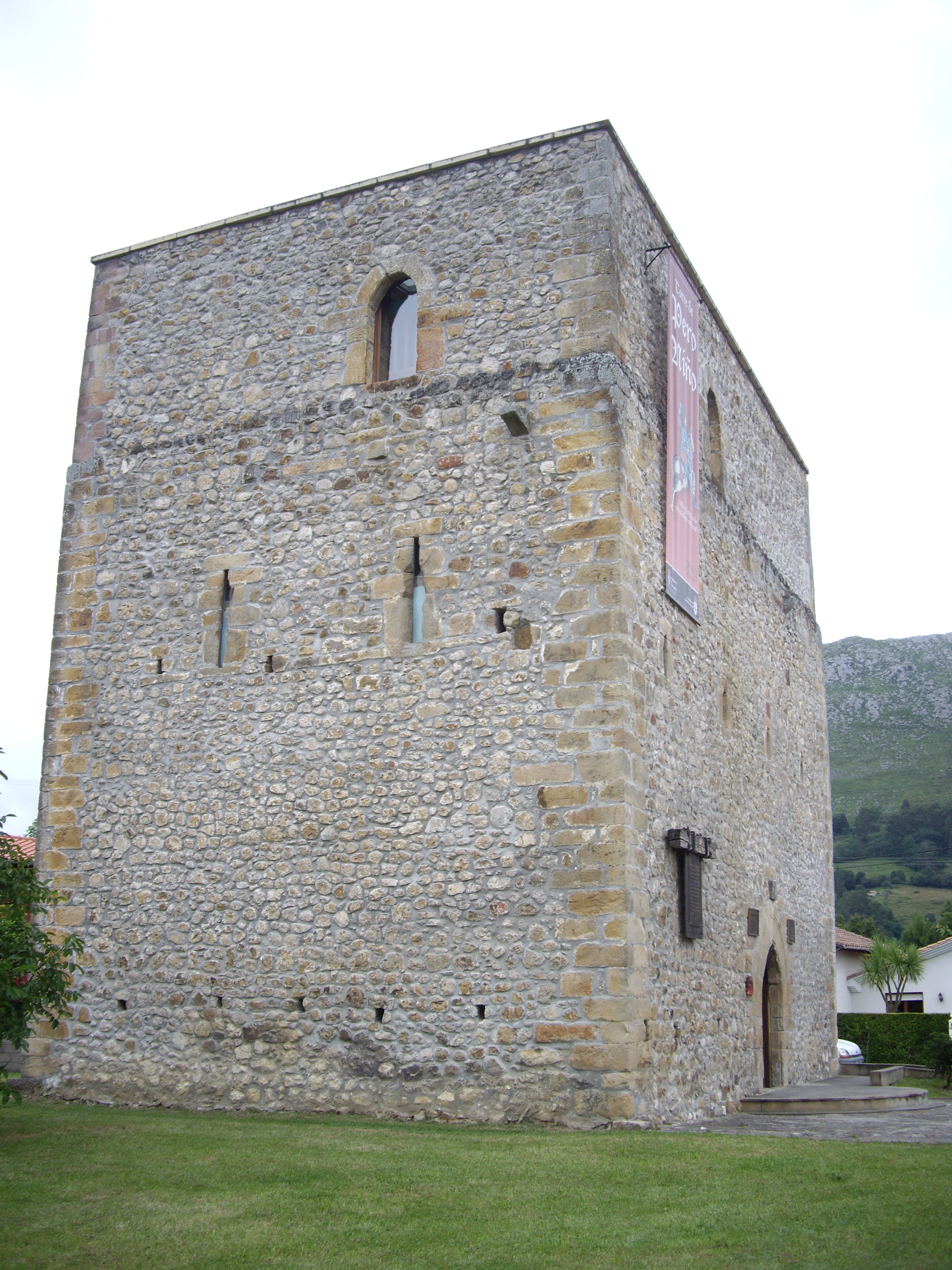
Torre de Pero Niño en San Felices de Buelna.